# Nyakerera (vattendrag i Mwaro)
Nyakerera är ett vattendrag i Burundi.   Det ligger i provinsen Mwaro, i den centrala delen av landet, 40 km sydost om huvudstaden Bujumbura.
Omgivningarna runt Nyakerera är en mosaik av jordbruksmark och naturlig växtlighet. Runt Nyakerera är det ganska tätbefolkat, med 172 invånare per kvadratkilometer.